# Milton Jung
Mílton Ferreti Jung Júnior (Porto Alegre, 1963) è un giornalista, conduttore radiofonico e telecronista sportivo brasiliano.

## Biografia
Figlio del celebre giornalista Milton Ferreti Jung, il Correspondente Guaíba di Rádio Guaíba di Porto Alegre, ha studiato alla Pontifícia Universidade Católica do Rio Grande do Sul.
Ha iniziato la sua carriera nel 1984. Ha lavorato nell'ambito della comunicazione per Rádio Guaiba, Rádio Gaúcha, per il giornale Correio do Povo e per canali come TV Globo, SBT, TV Cultura, Rede TV e Portal Terra. 
Si è trasferito a San Paolo (Brasile) per lavorare come reporter presso il canale TV Globo de São Paulo. Verso la fine del 1992 si è spostato a TV Cultura, dove ha presentato i telegiornali 60 Minutos e Jornal da Cultura fino al 1999, anno in cui si è trasferito all'emittente televisiva RedeTV!, da poco inaugurata. Nella stessa emittente ha presentato Leitura Dinâmica e ha commentato partite di calcio e tennis fino a quando non ha lasciato l'emittente nel 2001. Ha presentato, inoltre, Jornal do Terra, su Portal Terra durante il 2004 e il 2005.
La radio è ciò che ha permesso a Milton di realizzarsi. Jung lavora a Radio CBN dal 1998. Ha presentato il CBN São Paulo per undici anni e nel 2011 ha sostituito Heródoto Barbeiro cominciando a presentare il telegiornale della CBN. Ha scritto due libri, grazie anche al contributo del suo lavoro in radio: Conte sua história de São Paulo (Editora Globo, 2006) e un manuale dedicato agli studenti di giornalismo, Jornalismo de Rádio (2015), inserito anche nei programmi di corsi universitari. 
Nel 2008 ha creato il progetto Adote un Vereador, con il quale i cittadini sono invitati ad accompagnare e fiscalizzare il lavoro dei consiglieri comunali.
Gestisce un blog di notizie dal 2013 nel proprio sito ufficiale.